# Miroslav Kalousek

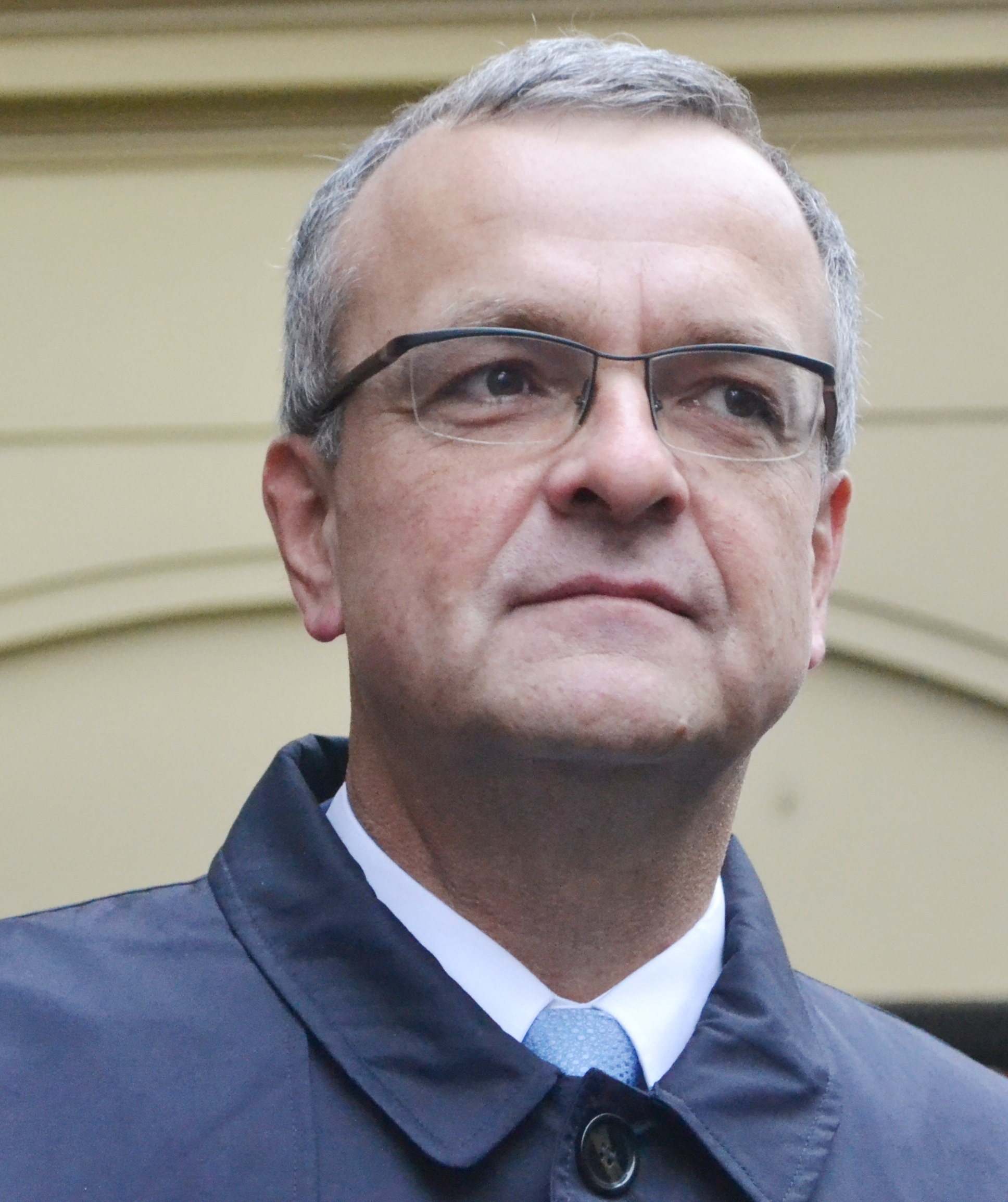

Miroslav Kalousek (* 17. Dezember 1960 in Tábor) ist ein tschechischer Politiker. Bis 2009 war er Mitglied der Partei KDU-ČSL, von 2003 bis 2006 deren Vorsitzender und von 2007 bis 2009 Finanzminister. Dann gründete er die Partei TOP 09, war von 2010 bis 2013 erneut Finanzminister, 2013–2015 und 2017–2021 Fraktionsvorsitzender sowie von 2015 bis 2017 Parteivorsitzender der TOP 09. Er verließ im Oktober 2024 die Partei TOP 09.

## Leben
Nach seinem Studium an der Universität für Chemie und Technologie in Prag, das er 1984 mit einem Ingenieurdiplom abschloss, arbeitete Kalousek bis 1990 als Technologe und Referent in der Investitionsabteilung des Reifenherstellers Mitas in Prag. 1984 trat er der christlich orientierten Československá strana lidová (ČSL) bei, die in der kommunistisch geführten Tschechoslowakei als Blockpartei bestand. Nach der Samtenen Revolution wechselte Kalousek in die staatliche Verwaltung, von 1990 bis 1992 war er Fachberater für Fragen der wirtschaftlichen Transformation im Amt des stellvertretenden Ministerpräsidenten der Tschechischen Republik, seines Parteikollegen Antonín Baudyš. 
Die ČSL fusionierte 1992 mit der Christlichen und Demokratischen Union zur KDU-ČSL, der Kalousek anschließend angehörte. Von 1993 bis 1998 war er in den Kabinetten Václav Klaus I und II stellvertretender Verteidigungsminister. 1998 wurde er zum ersten Mal in die Abgeordnetenkammer des tschechischen Parlamentes gewählt, der er bis 2021 angehörte. Von 1999 bis 2001 war Kalousek stellvertretender Vorsitzender der KDU-ČSL. 
2003 setzte er sich gegen Cyril Svoboda im Parteivorsitz der KDU-ČSL durch. Angesichts der Pattsituation nach der Abgeordnetenhauswahl im Juni 2006 erwog Kalousek öffentlich die Bildung einer Minderheitsregierung der sozialdemokratischen ČSSD und seiner Partei, toleriert durch die kommunistische KSČM. Vor den Wahlen hatte die sich als „antikommunistisch“ verstehende KDU-ČSL noch jegliche Zusammenarbeit mit den Kommunisten ausgeschlossen. Auf Druck aus den eigenen Reihen musste Kalousek daher im August 2006 zurücktreten, sein Nachfolger war Jiří Čunek. In der im Januar 2007 gebildeten Mitte-rechts-Regierung Topolánek II der ODS mit der KDU-ČSL und der Partei der Grünen (SZ) übernahm Kalousek den Posten des Finanzministers. Nachdem diese Regierung im März 2009 die Mehrheit im Parlament verloren hatte und durch ein Misstrauensvotum gestürzt wurde, musste Kalousek das Ministeramt wieder abgeben.
Kalousek verließ im Juni 2009 nach der erneuten Wahl Cyril Svobodas an die Spitze der KDU-ČSL die Partei und gründete zusammen mit Karel Schwarzenberg die Mitte-rechts-Partei TOP 09. Für diese war er in der neuerlichen Mitte-rechts-Regierung unter Ministerpräsident Petr Nečas von Juli 2010 bis Juli 2013 wieder Finanzminister. Im September 2011 ohrfeigte Miroslav Kalousek einen jungen Mann auf der Straße, der ihn beleidigt hatte. Nach der vorgezogenen Abgeordnetenhauswahl im Oktober 2013 schlug der gemeinsame Parlamentsklub von TOP 09 und der Wählervereinigung Starostové a nezávislí (STAN; „Bürgermeister und Unabhängige“) Kalousek als einen der vier Vizepräsidenten des Abgeordnetenhauses vor, er erreichte in der Kammer jedoch nicht die notwendige Unterstützung. Kalousek übernahm daraufhin vom STAN-Vorsitzenden Petr Gazdík den Vorsitz TOP 09/STAN-Fraktion und Gazdík wurde stattdessen zum Vizepräsidenten der Kammer gewählt. 
Nachdem er seit 2009 unter Karel Schwarzenberg der stellvertretende Vorsitzende der TOP 09 gewesen war, wählte der vierte Parteitag von TOP 09 Kalousek am 28. November 2015 zum Parteivorsitzenden. Den Fraktionsvorsitz im Abgeordnetenhaus übergab er danach an František Laudát. Nachdem der Partei bei der Abgeordnetenhauswahl 2017 mit 5,3 % nur noch knapp der Einzug ins Parlament gelang, zog sich Kalousek vom Parteivorsitz der TOP 09 zurück. Am 26. November 2017 wurde Jiří Pospíšil zu seinem Nachfolger gewählt. Von Oktober 2017 bis Januar 2021 übernahm Kalousek jedoch erneut den Vorsitz der TOP-09-Fraktion im Abgeordnetenhaus.
Im Oktober 2024 kündigte er seinen Austritt aus der Partei TOP 09 an.